# Неккарциммерн
Неккарциммерн (нім. Neckarzimmern) — громада в Німеччині, знаходиться в землі Баден-Вюртемберг. Підпорядковується адміністративному округу Карлсруе. Входить до складу району Неккар-Оденвальд.
Площа — 8,18 км2. Населення становить 1498 ос. (станом на 31 грудня 2020).